# サム・マノア
サム・マノア（Samu Manoa、1985年3月5日 - ）は、メジャーリーグラグビー、シアトル・シーウルブズに所属するラグビー選手。

## プロフィール
- アメリカ・カリフォルニア州コンコード出身。
- ポジションはロック(LO)、ナンバーエイト(No.8)。
- 身長 198cm、体重 127kg
- アメリカ代表通算キャップ数は22。
- ラグビーワールドカップ2015のアメリカ代表に選ばれた[1]。
- バーバリアンズに選ばれたことがある[2]。

## 略歴
ノーサンプトン・セインツ、RCトゥーロン、カーディフ・ブルーズを経て、2019年、シアトル・シーウルブズに加入。同年、アメリカ代表を引退した。  